# کاوازوئه شوجی
کاوازوئه شوجی (به ژاپنی: 川添昭二)؛ زاده ۱۰ مارس ۱۹۲۷ درگذشته ۲۲ مارس ۲۰۱۸) یک تاریخ‌نگار مشهور ژاپن و استاد دانشگاه کیوشو اهل ژاپن بود. تحقیقات تاریخی وی بیشتر در مورد تاریخ قرون وسطی ژاپن، جنگ گنکو و همچنین نیچیرن بود.